# Osaka
För andra betydelser, se Osaka (olika betydelser).

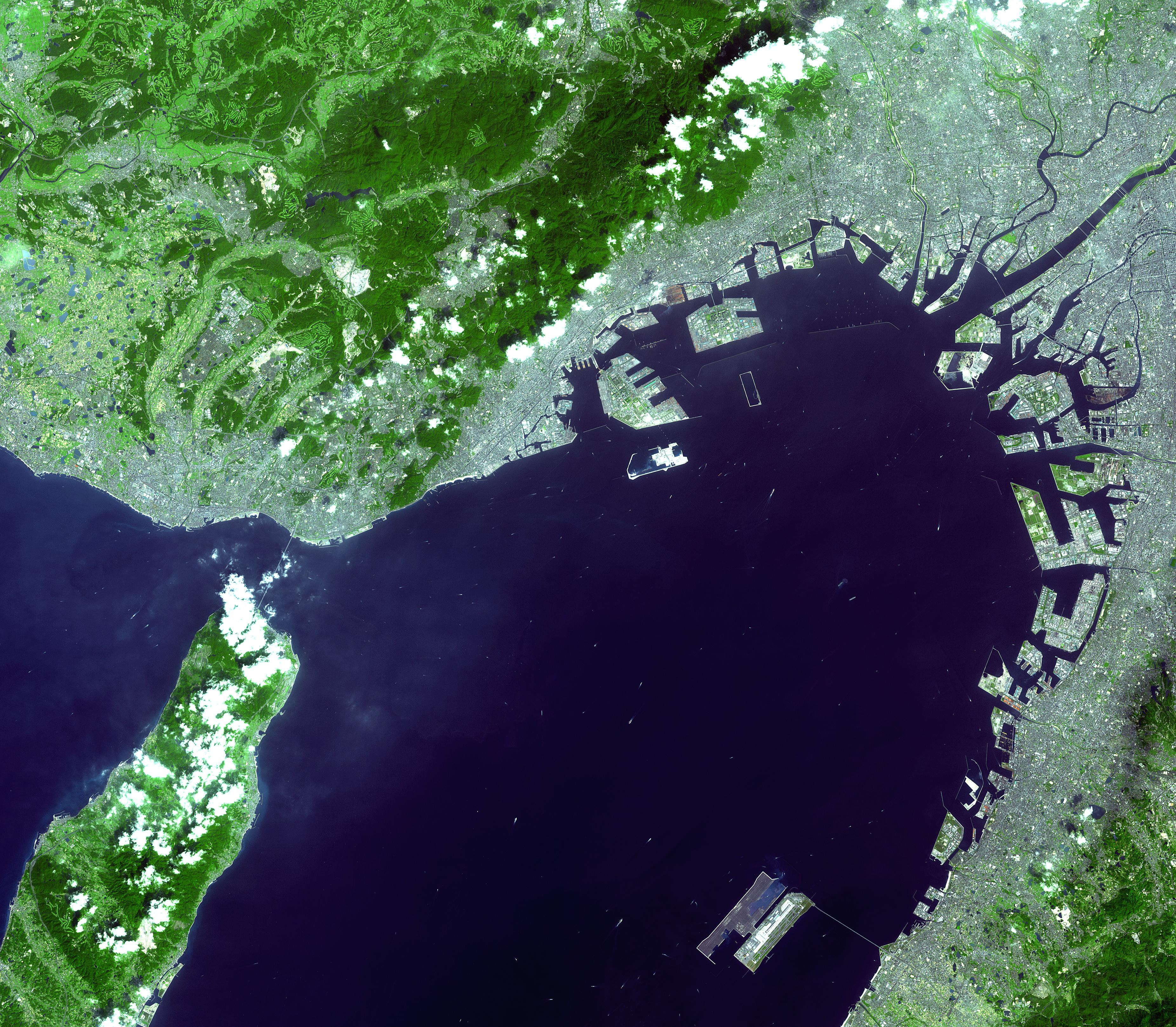
Satellitbild av Osakabukten

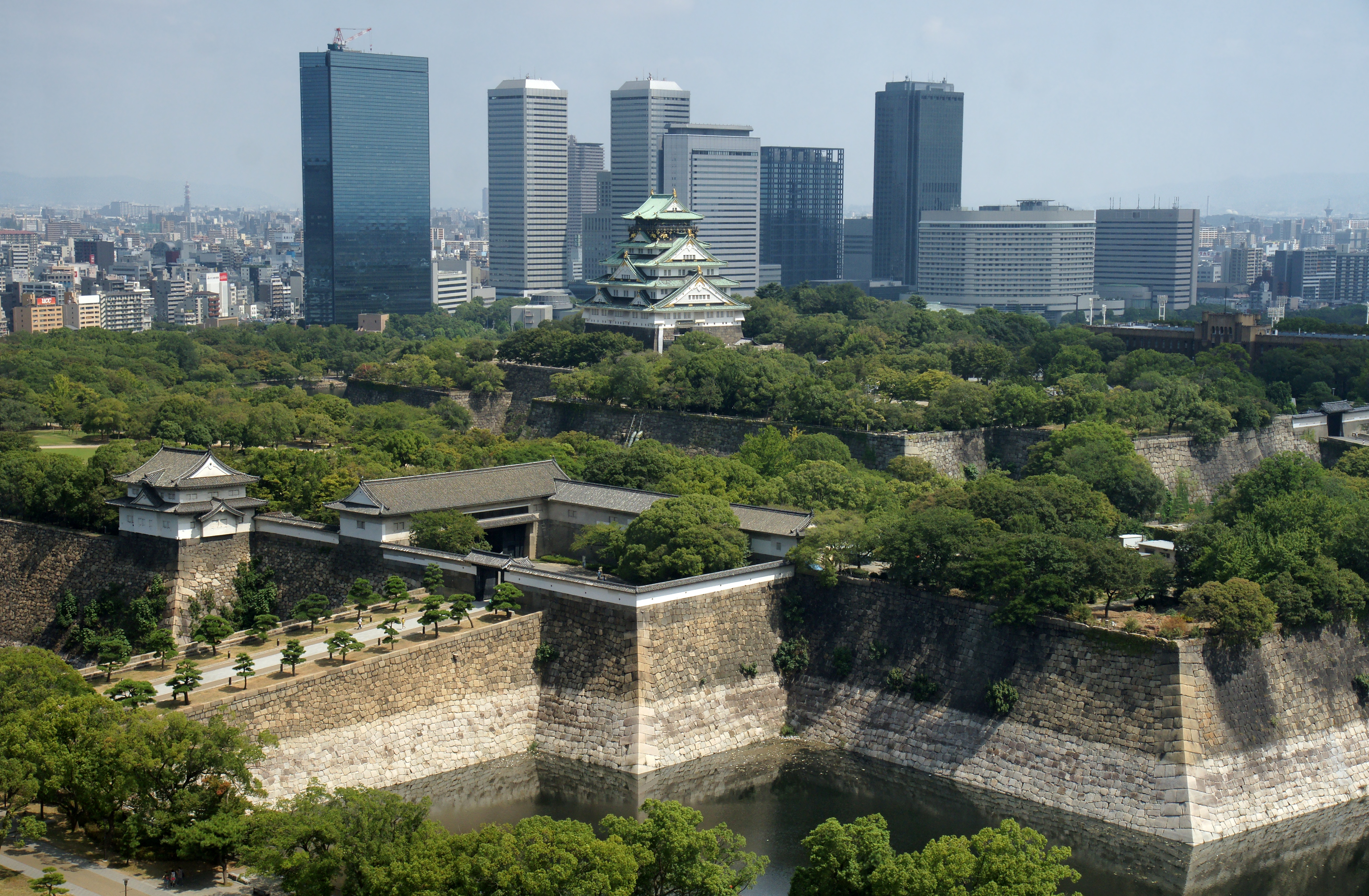
Osaka Slott

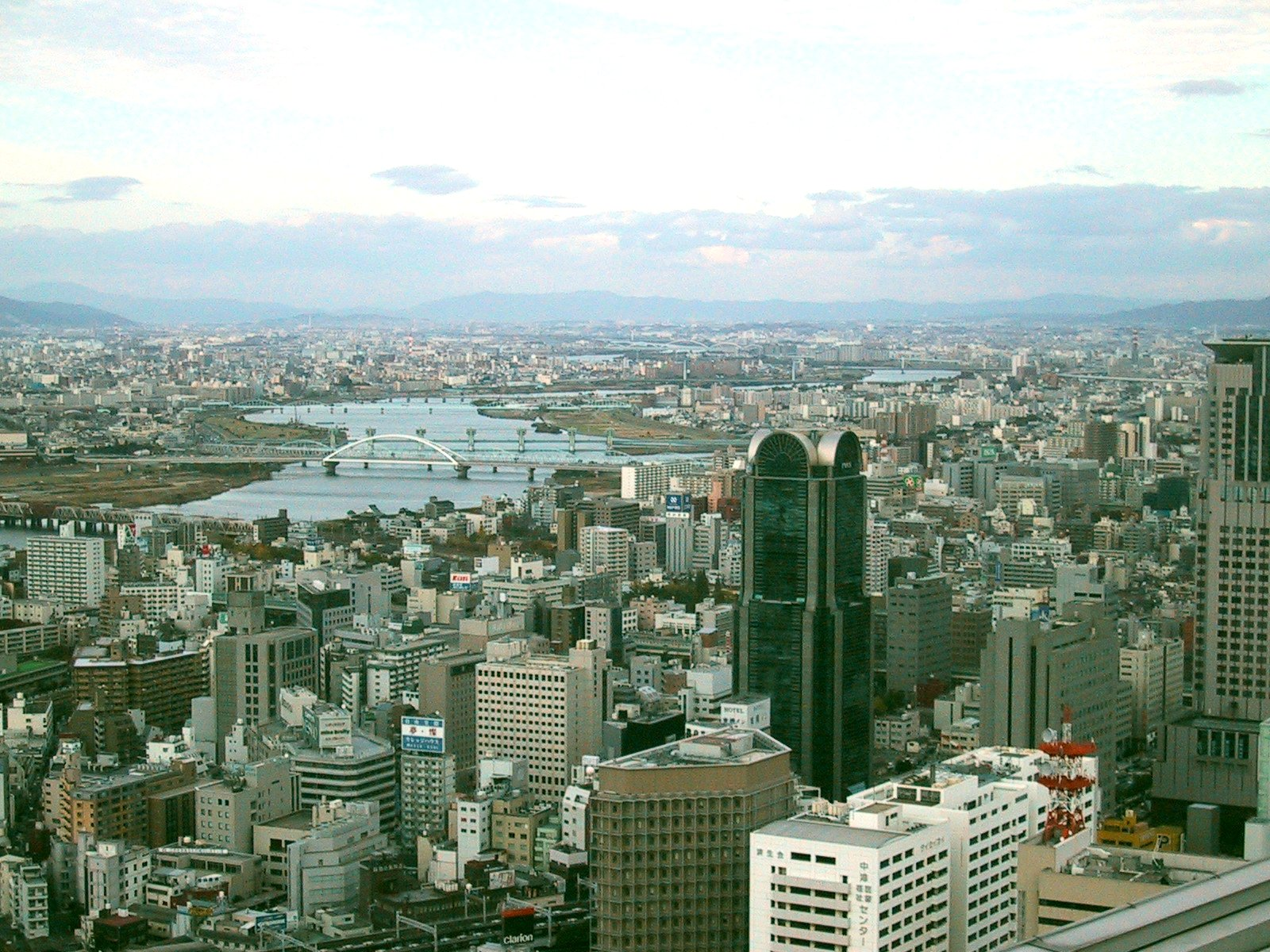
Floden Okawa i Osaka

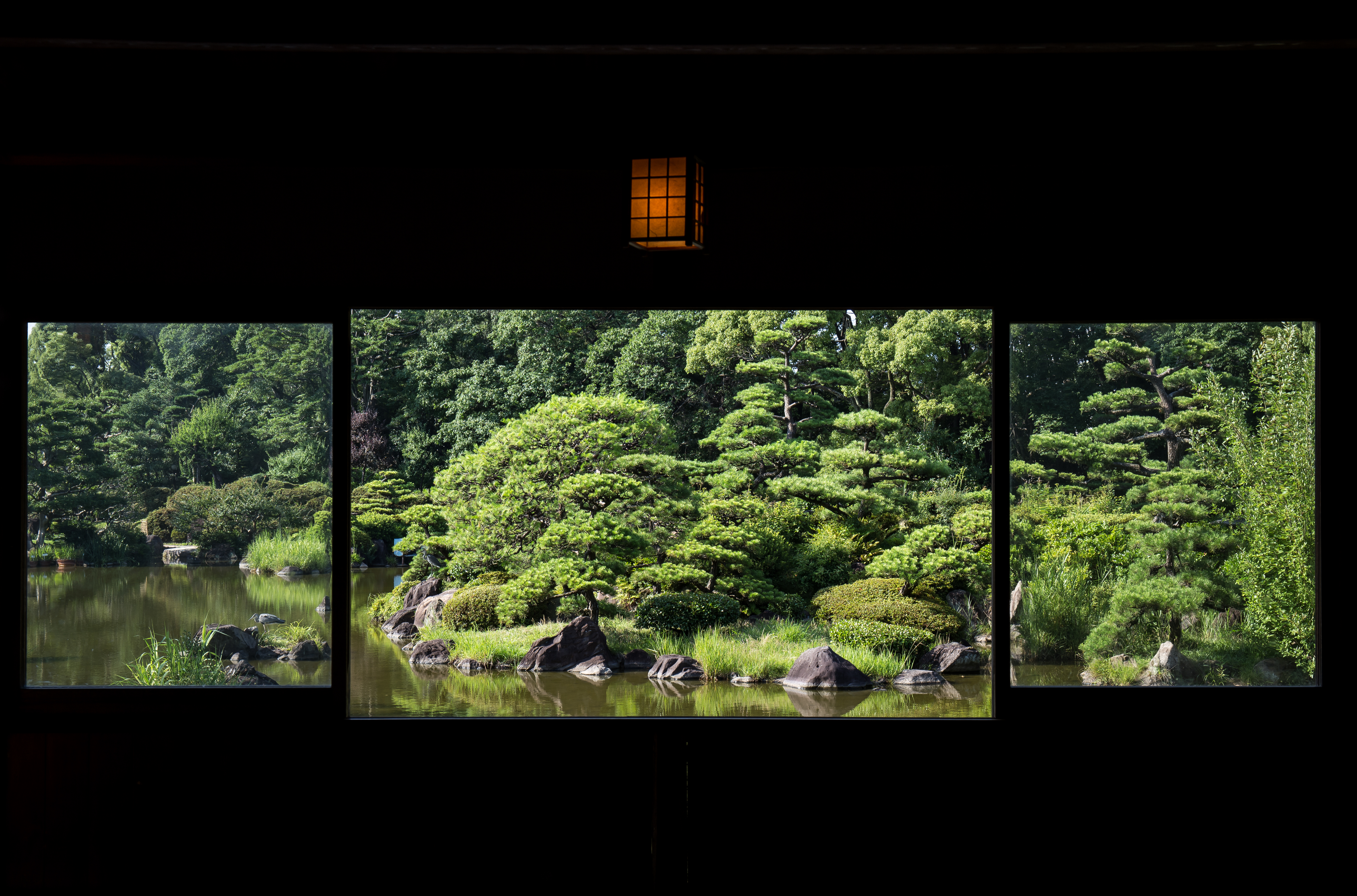
En traditionell japansk trädgård i stadsdelen Tennōji-ku

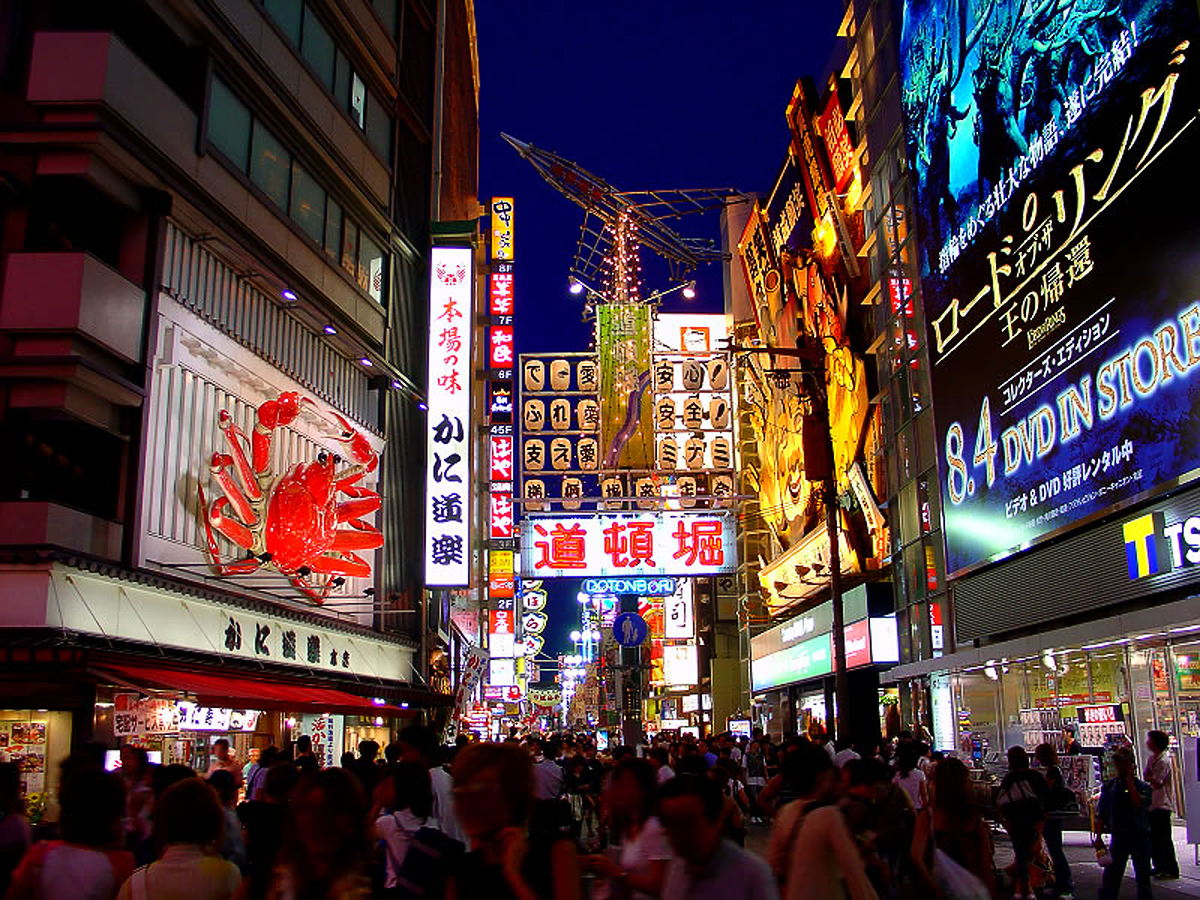
Centrumområde i Osaka, Dotonbori

Osaka (japanska: 大阪?, Ōsaka info), formellt Osaka stad (japanska: 大阪市?, Ōsaka-shi), är Japans tredje största stad efter Tokyo och Yokohama, belägen på ön Honshus södra kust vid Osakabukten av Stilla havet, och huvudort i Osaka prefektur. Den är byggd vid floderna Yodogawa och Yamatogawas utflöden i havet. Osaka bildar tillsammans med bland annat de intilliggande städerna Kobe och Kyoto ett sammanhängande storstadsområde, Keihanshin, med över 19 miljoner invånare, vilket utgör Japans näst viktigaste industri- och handelscentrum.

## Historia
Osaka har sitt ursprung i en borg som började uppföras under 1580-talet. Dessförinnan har den kejserliga huvudstaden vid två tillfällen legat här, under namnet Naniwa-kyo. Namnet Osaka finns belagt i skrift sedan 900-talet.
I början av 1900-talet, efter Kanto-jordbävningen, var Osaka Japans största stad, tredje i Asien och sjätte i världen, men efter andra världskrigets förstörelse har staden inte haft samma befolkningsutveckling som Tokyo.
Osaka var en av de första städerna i Japan att få speciell status (seirei shitei toshi) 1956 vilket innebär att den har tagit över viktiga funktioner från prefekturen.

## Administrativ indelning
Osaka är sedan 1956 en av landets numera tjugo signifikanta städer med speciell status (seirei shitei toshi). 
och delas som sådan in i ku, administrativa stadsdelar. Ōsaka består av 24 stadsdelar.
|                     |          | Invånare 1 oktober 2015 | Area (km²) |
| ------------------- | -------- | ----------------------- | ---------- |
| Abeno-ku            | 阿倍野区 | 107 75                  | 5,98       |
| Asahi-ku            | 旭区     | 91 619                  | 6,32       |
| Chūō-ku             | 中央区   | 93 037                  | 8,87       |
| Fukushima-ku        | 福島区   | 72 463                  | 4,67       |
| Higashinari-ku      | 東成区   | 80 592                  | 4,54       |
| Higashisumiyoshi-ku | 東住吉区 | 126 391                 | 9,75       |
| Higashiyodogawa-ku  | 東淀川区 | 175 587                 | 13,27      |
| Hirano-ku           | 平野区   | 196 839                 | 15,28      |
| Ikuno-ku            | 生野区   | 130 194                 | 8,37       |
| Jōtō-ku             | 城東区   | 164 464                 | 8,38       |
| Kita-ku             | 北区     | 123 679                 | 10,34      |
| Konohana-ku         | 此花区   | 66 64                   | 19,25      |
| Minato-ku           | 港区     | 82 063                  | 7,86       |
| Miyakojima-ku       | 都島区   | 104 735                 | 6,08       |
| Naniwa-ku           | 浪速区   | 69 673                  | 4,39       |
| Nishi-ku            | 西区     | 92 418                  | 5,21       |
| Nishinari-ku        | 西成区   | 111 938                 | 7,37       |
| Nishiyodogawa-ku    | 西淀川区 | 95 537                  | 14,22      |
| Suminoe-ku          | 住之江区 | 123 035                 | 20,61      |
| Sumiyoshi-ku        | 住吉区   | 154 315                 | 9,4        |
| Taishō-ku           | 大正区   | 65 172                  | 9,43       |
| Tennōji-ku          | 天王寺区 | 75 662                  | 4,84       |
| Tsurumi-ku          | 鶴見区   | 111 528                 | 8,17       |
| Yodogawa-ku         | 淀川区   | 176 411                 | 12,64      |

## Företag med huvudkontor i Osaka
- Capcom
- HAL Laboratory, Inc.
- JR Nishi-nihon
- Matsushita
- Mizuno
- Panasonic
- Sanyo
- Sharp
- Hankyu Electric Railway
- Nankai Electric Railway
- Kintetsu Company
- Kansai Electric Power Company
- Itochu
- Marubeni
- Osaka Gas Company
- Sumitomo Steel
- Asahi Broadcasting Center
- Asahi Shimbun
- Japan Insurelance
- Universal Studio Japan
- Gunze
- Osaka Hormone Co.
- Platinum Games

## Kommunikationer
I det befolkningsmässigt täta storstadsområdet med Osaka, Kyoto och Kobe spelar tågtrafiken större roll än biltrafiken för persontransporter.

### Spårburen trafik
Shin-Ōsaka i Yodogawa-ku norr om stadens centrum är ändstation för både Sanyo Shinkansen och Tokaido Shinkansen. Många tåg fortsätter dock direkt genom samarbete mellan JR Nishi-nihon och JR Tokai för genomgående trafik. Shin Osaka är en av de huvudstationer på Shinkansen där alla tåg stannar. Restiden till Tokyo station är mellan 2 timmar 25 minuter och 2 timmar 37 minuter.
Kinkiregionen är känd för att det finns så många privata järnvägsföretag. 
Flera av dessa har trafik till och från Osaka som ger kommunikationsmöjligheter till andra städer i regionen. 
Det första kommunala kollektivtrafiksystemet i Osaka var färjor på kanalerna. Den första spårvägen byggdes 1903. På grund av Osakas många kanaler var det svårt att bygga spårvägar och Osaka kom därför att bygga ut spårvägssystemet långsammare än Tokyo. På 1930-talet blev trafiken så tät att spårvagnarna blev för ineffektiva. Staden beslöt då att bygga en tunnelbana vars första sträcka öppnade 1933. Stora satsningar på att bygga ut tunnelbanenätet gjordes efter andra världskriget och den sista spårvägen lades ner 1969. Osakas tunnelbana har sedan dess byggts ut till att omfatta 8 linjer (129,9 km). Osaka stad var länge restriktiva med att låta de privata järnvägsbolagen trafikera i centrala Osaka och hade inte genomgående trafik vilket är vanligt i till exempel Tokyo. Inställningen till detta har successivt ändrats.
Av järnvägstrafiken är det främst JR Nishi-nihon som genom sin ringlinje Kanjolinjen runt centrala Osaka som fungerar som en lokaltrafiklänk i staden. Eftersom stora båttransporter kom in på kanalerna ända in i staden var staden länge emot byggen av broar över dessa på västra sidan av centrum. Det kom därför att dröja till 1961 innan JNR kunde bygga ihop de delar som utgjorde delar av olika linjer och hängde ihop i de östra delarna till en full ringlinje lik den framgångsrika Yamanotelinjen i Tokyo.
Hamnområdet i Osaka har varit expansivt sedan 1970-talet då några större bostadsprojekt byggdes där. Kollektivtrafiken till de nya områdena baseras på automatbanan Osaka New Tram. Det är en 13 km lång bana från 1981 med sammankopplade vagnar som går på en särskild bana på gummihjul. Den har betydligt större transportkapacitet än en busslinje men inte så stor som en tunnelbanelinje.

### Flyg
I Osakas närområde finns två trafikflygplatser, den äldre Itami Kūkō i Itami, officiellt Ōsaka Kokusai Kūkō, (Osaka internationella flygplats) som dock bara har inrikes trafik efter öppnandet av Kansais internationella flygplats 1994, som byggts på en konstgjord ö i Osakabukten.

## Lärosäten
- Kansai universitet
- Osaka universitet

## Sport
I Osaka anordnades VM i friidrott 2007. I denna stad ligger även huvudkontoret för Japans bandyförbund.

### Arenor
- Nagai Stadium
- Osaka Dome

### Klubblag
- Cerezo Osaka spelar i J-League i fotboll.[10]
- (Gamba Osaka som spelar i J-League i fotboll kommer från närbelägna Suita.[11])
- Osaka Evessa spelar i bj-league i professionell basket och vann de två första säsongerna i ligan.[12]
- Hanshin Tigers spelar i Central League i professionell baseboll, hemmaarena är Koshien Stadium.[13]
- Orix Buffaloes spelar i Pacific League i professionell baseboll, hemmaarena är Kyocera Osaka Dome.[14]
- Suntory Sunbirds - volleyboll
- Kintetsu Liners - rugby

## Musik
- Blood Stain Child - melodisk death metal
- Boredoms - experimentell avant-garde
- Crossfaith - metalcore/trancecore
- Galneryus - power metal
- L'Arc-en-Ciel - alternativ rock/poprock
- Shonen Knife - poppunk/garagerock